# Acrochordonichthys pachyderma
Acrochordonichthys pachyderma és una espècie de peix de la família dels akísids i de l'ordre dels siluriformes.

## Morfologia
- Els mascles poden assolir els 14,5 cm de llargària total.
- Nombre de vèrtebres: 37.[2]

## Distribució geogràfica
Es troba al Sud-est asiàtic: Borneo.